# Nova Krîvorudka, Krasîliv
Nova Krîvorudka (în ucraineană Нова Криворудка) este un sat în comuna Krîvorudka din raionul Krasîliv, regiunea Hmelnîțkîi, Ucraina.

## Demografie
Componența lingvistică a localității Nova Krîvorudka
     Ucraineană (100%)
Conform recensământului din 2001, toată populația localității Nova Krîvorudka era vorbitoare de ucraineană (100%).